# San Ciro de Acosta
San Ciro de Acosta là một đô thị thuộc bang San Luis Potosí, México. Năm 2005, dân số của đô thị này là 9885 người.